# Синтеза
«Синтеза» (рум. Sinteza) — молдавский футбольный клуб из города Кэушень, был основан в 1992 году. Выступает в группе Центр (рум. Centru) Дивизиона «Б» — третьем по силе дивизионе чемпионата Молдовы.

## История клуба
Клуб был основан в 1992 году, уже в сезоне 1992/93 команда завоевала второе место Дивизиона «А». Это позволило клубу в следующем сезоне выступать в Национальном дивизионе. Удержаться в высшей лиге страны не удалось — «Синтеза» заняла лишь 14 место. В те годы за команды выступали такие футболисты, как Олег Твердохлебов, Юрий Хадыкин, Ион Мунтян, Вячеслав Карандашов, Дмитрий Баеш, Игорь Чубара и Николай Черноус

## Интересные факты
30 октября 2005 года в Каушанах на календарном матче Дивизиона «Б» между «Синтезой» и бендерским «Динамо-2» официально присутствовал лишь один зритель. Судья встречи Тудор Чепой внес именно эту цифру в протокол матча, позже было сказано, что это ошибка.